# 834
834 (DCCCXXXIV) var ett normalår som började en torsdag i den julianska kalendern.

## Händelser

### Okänt datum
- Från detta år och fram till 850 härjar små grupper av vikingar Englands östkust. Området har dittills varit förskonat efter det att attackerna 793 och 794 ägt rum.

## Födda
- Æthelbald, kung av Wessex 856–860 (född omkring detta år)

## Avlidna
- Cellach mac Brain, kung av Leinster.
- Óengus II, kung över pikterna.